# Grup Escolar Baixeras
El Grup Escolar Baixeras és un edifici de la Via Laietana de Barcelona, catalogat com a bé cultural d'interès local.

## Història
El nom de l'escola ve de l'arquitecte i financer Àngel Baixeras, que va donar diners per a la construcció de l'escola i va ser l'autor del Pla de Reforma Interior que preveia l'obertura de la Via Laietana, unint l'Eixample amb el port.
Va ser projectat per l'arquitecte Josep Goday i formava part del pla de creació de centres engegat per la Comissió de Cultura l'any 1916. L'escola fou inaugurada el 22 de març del 1922, només per a nens. A partir del 1935 s'hi va permetre l'accés a les nenes i a les professores.

## Descripció
Disposa de façanes a la Via Laietana i als carrers de Salvador Aulet (on es troba l'accés principal) i del Sotstinent Navarro. Aquest edifici d'ús escolar està situat com a final d'illa amb una parcel·la delimitada per un angle agut, on se situa l'escala principal per a regularitzar la resta de les plantes i aprofitar-les millor per a aules. Consta de soterrani, planta baixa i quatre plantes pis. La planta baixa es desdobla per absorbir el desnivell entre els dos carrers oposats, apareixen dos nivells de finestres en aquesta planta.
La composició de les façanes presenta dues concepcions: més regularitat en els dos pisos superiors que en els inferiors. Així, a la part superior es tracen ritmes equidistants de finestres d'arc de mig punt i rectangulars sense decoracions, mentre que les plantes inferiors respecten la correspondència vertical d'obertures però es componen per àrees de finestres: grups de sis finestres agrupades en contrast amb grups de dues, d'estètica classicista.
A la planta baixa, el parament de la façana és de revestiment continu que representa carreus disposats regularment. A la resta de plantes, el mateix revestiment dibuixa una retícula que genera uns rectangles ocupats per grans esgrafiats on apareixen àngels i elements vegetals i florals.
Remata l'edifici una gran cornisa classicista amb permòdols de gust noucentista. La teulada és plana amb terrat que s'aprofita com a zona de joc. El perímetre del coronament se soluciona amb pedestals de motllurat clàssic combinat amb reixa metàl·lica. Aquests pedestals havien servit de base per a uns gerros de terracota molt vistosos avui retirats.
Artísticament cal destacar la sensibilitat demostrada en la decoració de les façanes, sobretot en els esgrafiats i les terracotes, realitzats per Francesc Canyelles i Balagueró, autor també de la part pictòrica interior i l'escultura en honor d'Àngel Baixeras, benefactor de l'escola, realitzada en pedra, a la cantonada amb el carrer de Salvador Aulet a l'altura del primer pis.